# 灵芝街道
灵芝街道是中华人民共和国浙江省紹興市越城区下辖的一个街道办事处。
2017年7月23日，浙江省人民政府批复同意撤销灵芝镇建制，其行政区域改由绍兴市越城区政府直辖。
2017年8月7日，绍兴市人民政府批复同意在原灵芝镇行政区域内设立灵芝街道办事处。

## 行政区划
灵芝街道下辖以下村级行政区划单位：
润沁花园社区、张市村、蛟里村、永泰村、洛江村、大善村、小善村、西蚌潭村、白鱼潭村、水产村、灵芝村、女迪村、墨庄村、梅东村、澄港村、全心村、安心村、肖港村、界树村、小观村、洋渎村、曲屯村、西山头村、山泉村、潞庄村、潞阳村、前王村、五峰村、林头村、大庆寺村、嘉会村、立岱村、青云村、庄头村、七里江村、后诸村和㹧𱮒湖村。